# Femkamp för damer vid inomhusvärldsmästerskapen i friidrott 2022
Damernas femkamp vid inomhusvärldsmästerskapen i friidrott 2022 hölls den 18 mars 2022 på Štark arena i Belgrad i Serbien. 12 tävlande från 10 nationer deltog.
Noor Vidts från Belgien vann guldet med ett världsårsbästa på 4 929 poäng, vilket även blev ett nytt belgiskt inomhusrekord. Silvermedaljen togs av polska Adrianna Sułek som också slog ett nationsrekord med 4 851 poäng och bronset gick till Kendell Williams från USA som gjorde ett säsongsbästa med 4 680 poäng.

## Resultat

### 60 meter häck
Tävlingen startade klockan 9:35.
| Placering | Heat | Namn                      | Nationalitet   | Tid  | Poäng | Noteringar |
| --------- | ---- | ------------------------- | -------------- | ---- | ----- | ---------- |
| 1         | 2    | Noor Vidts                | Belgien        | 8,15 | 1 095 | 0PB0       |
| 2         | 2    | Holly Mills               | Storbritannien | 8,15 | 1 095 | 0PB0       |
| 3         | 2    | Kendell Williams          | USA            | 8,20 | 1 084 | 0SB0       |
| 4         | 2    | Chari Hawkins             | USA            | 8,24 | 1 075 |            |
| 5         | 1    | Sveva Gerevini            | Italien        | 8,35 | 1 050 | 0PB0       |
| 6         | 1    | Adrianna Sułek            | Polen          | 8,36 | 1 048 |            |
| 7         | 2    | Léonie Cambours           | Frankrike      | 8,37 | 1 046 |            |
| 8         | 2    | Katarina Johnson-Thompson | Storbritannien | 8,45 | 1 028 | 0SB0       |
| 9         | 1    | Dorota Skřivanová         | Tjeckien       | 8,47 | 1 024 |            |
| 10        | 1    | Yuliya Loban              | Ukraina        | 8,61 | 993   |            |
| 11        | 1    | Claudia Conte             | Spanien        | 8,62 | 991   |            |
| 12        | 1    | Sarah Lagger              | Österrike      | 8,76 | 961   | 0SB0       |

### Höjdhopp
Tävlingen startade klockan 11:02.
| Placering | Idrottare                 | Nationalitet   | 1,62 m | 1,65 m | 1,68 m | 1,71 m | 1,74 m | 1,77 m | 1,80 m | 1,83 m | 1,86 m | 1,89 m | 1,92 m | Resultat | Poäng | Noteringar | Totalt |
| --------- | ------------------------- | -------------- | ------ | ------ | ------ | ------ | ------ | ------ | ------ | ------ | ------ | ------ | ------ | -------- | ----- | ---------- | ------ |
| 1         | Adrianna Sułek            | Polen          | –      | –      | –      | –      | o      | o      | o      | o      | o      | xo     | xxx    | 1,89 m   | 1 093 | 0PB0       | 2 141  |
| 2         | Noor Vidts                | Belgien        | –      | –      | o      | o      | o      | o      | o      | o      | xxx    |        |        | 1,83 m   | 1 016 | 0SB0       | 2 111  |
| 3         | Katarina Johnson-Thompson | Storbritannien | –      | –      | –      | –      | –      | o      | xo     | o      | xxx    |        |        | 1,83 m   | 1 016 | 0SB0       | 2 044  |
| 4         | Chari Hawkins             | USA            | –      | –      | –      | o      | o      | o      | xxo    | o      | xxx    |        |        | 1,83 m   | 1 016 |            | 2 091  |
| 5         | Claudia Conte             | Spanien        | –      | –      | –      | o      | o      | xo     | xxo    | xo     | xxx    |        |        | 1,83 m   | 1 016 | 0SB0       | 2 007  |
| 6         | Léonie Cambours           | Frankrike      | –      | –      | o      | o      | o      | o      | o      | xxo    | xxx    |        |        | 1,83 m   | 1 016 | 0SB0       | 2 062  |
| 7         | Dorota Skřivanová         | Tjeckien       | –      | o      | o      | o      | xxo    | xo     | o      | xxx    |        |        |        | 1,80 m   | 978   | 0PB0       | 2 002  |
| 8         | Kendell Williams          | USA            | –      | –      | –      | o      | xo     | xo     | xo     | xxx    |        |        |        | 1,80 m   | 978   | 0SB0       | 2 062  |
| 9         | Sarah Lagger              | Österrike      | –      | o      | o      | o      | o      | o      | xxx    |        |        |        |        | 1,77 m   | 941   |            | 1 902  |
| 10        | Yuliya Loban              | Ukraina        | o      | o      | o      | o      | o      | xxx    |        |        |        |        |        | 1,74 m   | 903   |            | 1 896  |
| 11        | Holly Mills               | Storbritannien | –      | –      | –      | xxo    | o      | xxx    |        |        |        |        |        | 1,74 m   | 903   | 0SB0       | 1 998  |
| 12        | Sveva Gerevini            | Italien        | o      | xo     | xo     | xxx    |        |        |        |        |        |        |        | 1,68 m   | 830   |            | 1 880  |

### Kulstötning
Tävlingen startade klockan 13:20.
| Placering | Namn                      | Nationalitet   | #1      | #2      | #3      | Resultat | Poäng | Noteringar | Totalt |
| --------- | ------------------------- | -------------- | ------- | ------- | ------- | -------- | ----- | ---------- | ------ |
| 1         | Noor Vidts                | Belgien        | 14,03 m | 13,38 m | 12,80 m | 14,03 m  | 796   |            | 2 907  |
| 2         | Chari Hawkins             | USA            | 13,00 m | x       | 14,02 m | 14,02 m  | 795   | 0SB0       | 2 886  |
| 3         | Holly Mills               | Storbritannien | 12,90 m | 13,38 m | 13,68 m | 13,68 m  | 773   |            | 2 771  |
| 4         | Yuliya Loban              | Ukraina        | 13,46 m | 13,46 m | 13,48 m | 13,48 m  | 759   |            | 2 655  |
| 5         | Adrianna Sułek            | Polen          | 12,49 m | x       | 13,40 m | 13,40 m  | 754   |            | 2 895  |
| 6         | Sarah Lagger              | Österrike      | 13,00 m | x       | 13,15 m | 13,15 m  | 737   |            | 2 639  |
| 7         | Katarina Johnson-Thompson | Storbritannien | 13,02 m | x       | 12,09 m | 13,02 m  | 729   | 0SB0       | 2 773  |
| 8         | Dorota Skřivanová         | Tjeckien       | 12,90 m | 12,87 m | 11,95 m | 12,90 m  | 721   |            | 2 723  |
| 9         | Kendell Williams          | USA            | x       | 12,21 m | 12,81 m | 12,81 m  | 715   | 0SB0       | 2 777  |
| 10        | Claudia Conte             | Spanien        | 12,20 m | 12,73 m | x       | 12,73 m  | 709   | 0PB0       | 2 716  |
| 11        | Léonie Cambours           | Frankrike      | 12,00 m | 10,51 m | 11,41 m | 12,00 m  | 661   |            | 2 723  |
| 12        | Sveva Gerevini            | Italien        | 11,39 m | 11,52 m | 11,69 m | 11,69 m  | 641   |            | 2 521  |

### Längdhopp
Tävlingen startade klockan 17:30.
| Placering | Namn                      | Nationalitet   | #1     | #2     | #3     | Resultat           | Poäng | Noteringar | Totalt |
| --------- | ------------------------- | -------------- | ------ | ------ | ------ | ------------------ | ----- | ---------- | ------ |
| 1         | Kendell Williams          | USA            | 6,41 m | x      | 6,69 m | 6,69 m             | 1 069 | 0=MR0      | 3 846  |
| 2         | Noor Vidts                | Belgien        | 6,60 m | 6,55 m | 6,33 m | 6,60 m             | 1 040 | 0PB0       | 3 947  |
| 3         | Adrianna Sułek            | Polen          | 6,43 m | x      | 6,29 m | 6,43 m             | 985   | 0PB0       | 3 880  |
| 4         | Dorota Skřivanová         | Tjeckien       | 6,31 m | 6,19 m | x      | 6,31 m             | 946   |            | 3 669  |
| 5         | Sveva Gerevini            | Italien        | 5,83 m | x      | 6,31 m | 6,31 m             | 946   |            | 3 467  |
| 6         | Holly Mills               | Storbritannien | x      | 6,28 m | 6,04 m | 6,28 m             | 937   |            | 3 708  |
| 7         | Claudia Conte             | Spanien        | 6,13 m | x      | 5,96 m | 6,13 m             | 890   | 0SB0       | 3 606  |
| 8         | Katarina Johnson-Thompson | Storbritannien | x      | 6,08 m | x      | 6,08 m             | 874   | 0SB0       | 3 647  |
| 9         | Sarah Lagger              | Österrike      | 5,89 m | x      | 6,01 m | 6,01 m             | 853   | 0SB0       | 3 492  |
| 10        | Léonie Cambours           | Frankrike      | 5,98 m | x      | x      | 5,98 m             | 843   |            | 3 566  |
| 11        | Yuliya Loban              | Ukraina        | 5,71 m | 5,70 m | 5,69 m | 5,71 m             | 762   |            | 3 417  |
| 12        | Chari Hawkins             | USA            | x      | x      | x      | Inget giltigt hopp | 0     |            | 2 886  |

### 800 meter
Tävlingen startade klockan 19:50.
| Placering | Namn                      | Nationalitet   | Tid     | Poäng | Noteringar | Totalt |
| --------- | ------------------------- | -------------- | ------- | ----- | ---------- | ------ |
| 1         | Noor Vidts                | Belgien        | 2.08,81 | 982   | 0PB0       | 4 929  |
| 2         | Adrianna Sułek            | Polen          | 2.09,56 | 971   | 0SB0       | 4 851  |
| 3         | Holly Mills               | Storbritannien | 2.09,97 | 965   | 0PB0       | 4 673  |
| 4         | Sveva Gerevini            | Italien        | 2.13,77 | 910   |            | 4 377  |
| 5         | Sarah Lagger              | Österrike      | 2.14,57 | 899   |            | 4 391  |
| 6         | Dorota Skřivanová         | Tjeckien       | 2.14,73 | 897   | 0PB0       | 4 566  |
| 7         | Claudia Conte             | Spanien        | 2.15,00 | 893   |            | 4 499  |
| 8         | Léonie Cambours           | Frankrike      | 2.16,21 | 876   | 0SB0       | 4 442  |
| 9         | Kendell Williams          | USA            | 2.19,23 | 834   | 0SB0       | 4 680  |
| 10        | Yuliya Loban              | Ukraina        | 2.23,64 | 775   |            | 4 192  |
| 11        | Chari Hawkins             | USA            | 0DNS0   | 0DNS0 | 0DNS0      | 0DNS0  |
| 11        | Katarina Johnson-Thompson | Storbritannien | 0DNS0   | 0DNS0 | 0DNS0      | 0DNS0  |

### Slutställning
Efter samtliga grenar.
| Placering | Namn                      | Nationalitet   | Poäng | Noteringar |
| --------- | ------------------------- | -------------- | ----- | ---------- |
| 1         | Noor Vidts                | Belgien        | 4 929 | 0NR0, 0VB0 |
| 2         | Adrianna Sułek            | Polen          | 4 851 | 0NR0       |
| 3         | Kendell Williams          | USA            | 4 680 | 0SB0       |
| 4         | Holly Mills               | Storbritannien | 4 673 | 0PB0       |
| 5         | Dorota Skřivanová         | Tjeckien       | 4 566 | 0PB0       |
| 6         | Claudia Conte             | Spanien        | 4 499 | 0PB0       |
| 7         | Léonie Cambours           | Frankrike      | 4 442 |            |
| 8         | Sarah Lagger              | Österrike      | 4 391 |            |
| 9         | Sveva Gerevini            | Italien        | 4 377 |            |
| 10        | Yuliya Loban              | Ukraina        | 4 192 |            |
| 11        | Chari Hawkins             | USA            | 0DNF0 | 0DNF0      |
| 11        | Katarina Johnson-Thompson | Storbritannien | 0DNF0 | 0DNF0      |